# 大空ちえ
大空 ちえ（おおぞら ちえ、1993年11月11日 - ）は、日本の女子プロレスラー。北海道江別市出身。本名は塩谷 千愛美（しおや ちえみ）。PURE-J女子プロレス所属。

## 所属
- PURE-J女子プロレス（2020年 - ）

## 経歴・戦歴
2020年8月20日にデビュー。
2022年4月15日『後楽園ホール60周年還暦祭』に6人タッグマッチで出場。
2023年4月16日 後楽園ホール大会で、海樹リコを破り、プリンセス・オブ・プロレスリング王座（第28代）を獲得。

## タイトル歴
PURE-J
- 第28代、第29代、第32代プリンセス・オブ・プロレスリング王座